# Zeche Elisabeth
Die Zeche Elisabeth war ein ehemaliges Steinkohlebergwerk in Dortmund.
Das Bergwerk befand sich im Landkreis Hörde im heutigen Stadtteil Berghofen am Nordhang des Ardeygebirges.  Zeche Elisabeth wurde durch Mutung im Jahr 1731 auf Flöz Dickebank gegründet. Zunächst wurde ein Erbstollen angelegt, der auch von der Nachbarzeche Papenbank genutzt wurde.
Im Jahr 1801 wurde ein erster Schacht geteuft. Später wurde eine Wasserkunst mit Kunstgraben und Stauteich am Lohbach angelegt. Im Laufe der Jahre wurden weitere Schächte abgeteuft, die bis zur 3. Sohle reichten. Die Schächte hatten die Namen Kunstschacht, Christian, Helene, Ludwig, Adolph, Johanna, Busch, Fortuna, Eleonore, Flora, Gute Aussicht, Heinrich, Friedrich und Hoffnung. 1836 wurde der Abbau von Kohle eingestellt und die Zeche stillgelegt. Das Feld wird 1920 von der Zeche Admiral übernommen. Am Niederhofer Kohlenweg befindet sich heute noch ein Lochstein der Zeche. Dieser ist in der Denkmalliste der Stadt Dortmund als Baudenkmal eingetragen.